# NGC 2
NGC 2 ist eine Spiralgalaxie vom Hubble-Typ Sab im Sternbild Pegasus am Nordsternhimmel. Sie ist schätzungsweise 345 Millionen Lichtjahre von der Milchstraße entfernt und hat einen Durchmesser von etwa 105.000 Lichtjahren. Vom Sonnensystem aus entfernt sich das Objekt mit einer errechneten Radialgeschwindigkeit von näherungsweise 7.500 Kilometern pro Sekunde. 
Gemeinsam mit NGC 1 bildet sie das optische Galaxienpaar Holm 2 oder KPG 2, erstere ist jedoch etwa doppelt so weit entfernt, es besteht also keine Verbindung zwischen diesen beiden Galaxien. 
Das Objekt wurde am 20. August 1873 von dem irischen Astronomen Lawrence Parsons entdeckt.

## Galaktisches Umfeld
| Nr. | Galaxie          | Alternativname          | Rek           | Dek           | Distanz/asec |
| --- | ---------------- | ----------------------- | ------------- | ------------- | ------------ |
| →   | NGC 2            | LEDA/PGC 567            | 00h07m17.11s  | +27d40m42.1s  | 0            |
| 1   | NGC 1            | LEDA/PGC 564            | 00h07m15.84s  | +27d42m29.1s  | 108.28       |
| 2   | LEDA/PGC 1813839 | 2MASX J00075213+2738052 | 00h07m52.12s  | +27d38m05.2s  | 490.30       |
| 3   | LEDA/PGC 1811459 | 2MASX J00073935+2733122 | 00h07m39.341s | +27d33m12.80s | 538.07       |
| 4   | LEDA/PGC 1813988 | 2MASX J00063413+2738284 | 00h06m34.13s  | +27d38m28.7s  | 586.54       |
| 5   | LEDA/PGC 1810208 | NSA 126241              | 00h07m49.00s  | +27d30m32.0s  | 743.32       |
| 6   | LEDA/PGC 619     | UGC 69                  | 00h08m10.95s  | +27d31m41.3s  | 896.97       |
| 7   | LEDA/PGC 1813139 | 2MASX J00060698+2736381 | 00h06m06.99s  | +27d36m38.3s  | 964.90       |
| 8   | LEDA/PGC 453     | 2MASX J00060538+2743551 | 00h06m05.39s  | +27d43m55.0s  | 971.94       |